# Elecciones presidenciales de Maldivas de 1978
Las elecciones presidenciales se llevaron a cabo en Maldivas el 28 de julio de 1978. La elección tuvo la forma de un referéndum para determinar la candidatura de Maumoon Abdul Gayoom, que fue elegido con el 92.96% de los votos.

## Antecedentes
Para fines de la década de 1970, la popularidad de la administración de Ibrahim Nasir estaba en franco descenso, principalmente después del sangriento derrocamiento y destierro del Primer ministro Ahmed Zaki. La crisis económica provocada por el colapso del comercio del pescado con Sri Lanka y el cierre de la base aérea británica en las islas estropearon aún más la imagen del gobierno. Tras las elecciones y luego de entregar el poder al finalizar su mandato, Nasir huyó a Singapur. Una investigación posterior determinó que había robado dinero del tesoro nacional.

## Resultados
| Elección             | Votos  | %     | Voto parlamentario | %   |
| -------------------- | ------ | ----- | ------------------ | --- |
| Maumoon Abdul Gayoom | 80.989 | 92.96 | 36                 | 75  |
| En contra            | 6.133  | 7.04  |                    |     |
| Ibrahim Nasir        |        |       | 12                 | 25  |
| Total                | 87.123 | 100   | 48                 | 100 |